# Gelépigg
Gelépigg (Dacryonaema rufum) är en svampart som först beskrevs av Elias Fries, och fick sitt nu gällande namn av John Axel Nannfeldt 1947. Gelépigg ingår i släktet Dacryonaema och familjen Dacrymycetaceae. Arten är reproducerande i Sverige. Inga underarter finns listade i Catalogue of Life.